# I Wanna Be Down
Az I Wanna Be Down Brandy amerikai énekesnő első kislemeze első, Brandy című stúdióalbumáról. A dal elég sikeres volt ahhoz képest, hogy új előadó első kislemeze; 4 hétig vezette az amerikai Billboard Hot R&B Singles slágerlistát, és az USA-ban platinalemez lett.

## Videóklip és remixek
A dalhoz két videóklip készült. Az elsőt Keith Ward rendezte, és a kislemez megjelenése előtt mutatták be, 1994 szeptemberében. A Human Rhythm Hip Hop Remix videóklipjét Hype Williams rendezte, és szerepelnek benne MC Lyte, Queen Latifah és Yo-Yo rapperek is. Ez a klip részben fekete-fehér, részben színes, és 1995-ben jelölték az MTV Video Music Awardra legjobb rap videóklip kategóriában.

### Hivatalos remixek, változatok
- I Wanna Be Down (A Capella) – 4:3
- I Wanna Be Down (3 Boyz Dub) – 5:39
- I Wanna Be Down (Carson CA Edit) – 4:05
- I Wanna Be Down (Carson CA Mix) – 5:39
- I Wanna Be Down (Human Rhythm Hip Hop Remix) – 4:15
- I Wanna Be Down (LP Version) – 4:53
- I Wanna Be Down (LP Edit) – 4:09
- I Wanna Be Down (LP Instrumental)
- I Wanna Be Down (Cool Out) – 5:13
- I Wanna Be Down (Cool Out Edit)
- I Wanna Be Down (Cool Out Instrumental) – 5:13

## Számlista
CD maxi kislemez, (USA)
1. I Wanna Be Down (LP Edit) – 4:09
2. I Wanna Be Down (LP Version) – 4:52
3. I Wanna Be Down (Cool Out) – 5:12
4. I Wanna Be Down (A Cappella) – 4:31

CD maxi kislemez, 12" bakelit (USA)
12" maxi kislemez (Egyesült Királyság)
1. I Wanna Be Down (LP Version) – 4:52
2. I Wanna Be Down (LP Instrumental) – 4:52
3. I Wanna Be Down (Cool Out) – 5:12
4. I Wanna Be Down (Cool Out Instrumental) – 5:13
5. I Wanna Be Down (A Cappella) – 4:31

CD maxi kislemez (Németország) (7567-85581-2)
1. I Wanna Be Down (LP Edit) – 4:09
2. I Wanna Be Down (Human Rhythm Hip Hop Remix) – 4:15
3. I Wanna Be Down (LP Version) – 4:53
4. I Wanna Be Down (Cool Out) – 5:13
5. I Wanna Be Down (A Capella) – 4:32

## Helyezések
| Slágerlista                    | Legmagasabb helyezés |
| ------------------------------ | -------------------- |
| USA Billboard Hot 100          | 6                    |
| USA Billboard Hot R&B Singles  | 1                    |
| Ausztrál ARIA kislemezlista    | 12                   |
| Brit kislemezlista             | 36                   |
| Új-zélandi RIANZ kislemezlista | 11                   |